# 雙棘鱈鱸
雙棘鱈鱸為輻鰭魚綱鱸形目鱸亞目真鱸科的一種，為亞熱帶淡水魚，分布於澳洲淡水流域，為特有種，本魚體側黑色至褐色，並具有黃色及白色圓斑及圖案，腹部白色，體長可達32公分，棲息在水質清澈且冰冷的山區溪流底層水域，生活習性不明。